# Saturday Night Engine
Saturday Night Engine är det svenska rockbandet Broder Daniels debutalbum, utgivet 21 april 1995 på EMI. Det producerades av Broder Daniel och mixades av Nille Perned. Albumet nådde som bäst plats 39 på Sverigetopplistan.
"Cadillac" och "Luke Skywalker" släpptes som singlar. Melodin i avslutningsspåret "Son of S:t Jacobs" återanvändes 2001 i Håkan Hellströms låt "Här kommer lyckan för hundar som oss", b-sidan på singeln "En vän med en bil".

## Låtlista
Alla låtar är skrivna och komponerade av Broder Daniel. 
| Nr  | Titel                | Längd |
| --- | -------------------- | ----- |
| 1.  | Lovesick             | 3:20  |
| 2.  | Luke Skywalker       | 3:27  |
| 3.  | Iceage               | 2:58  |
| 4.  | Disease Inside       | 3:26  |
| 5.  | What's Good          | 2:41  |
| 6.  | The Kids Are Alright | 3:54  |
| 7.  | Come On You People   | 2:23  |
| 8.  | Lost in Love         | 3.46  |
| 9.  | Cadillac             | 4:04  |
| 10. | The Middleclass      | 3:27  |
| 11. | Son of S:t Jacobs    | 3:52  |

## Medverkande
Broder Daniel
- Henrik Berggren – sång, gitarr
- Anders Göthberg – gitarr
- Johan Neckvall – gitarr
- Daniel Gilbert – bas, orgel, keyboards, sång
- Pop-Lars – trummor, sång

Övriga musiker
- Jonas Kernell – piano på "Lovesick"

Produktion
- Philip Arén – fotografi
- Fredrik Andersson – inspelning (1, 4, 5, 6–11)
- Mats MP Persson – inspelning (2, 3, 6)
- Nille Perned – ljudmix

Information från Discogs.

## Listplaceringar
| Lista (1995)                | Högsta placering |
| --------------------------- | ---------------- |
| Sverige (Sverigetopplistan) | 39               |